# Élections municipales de 2024 à Londres
Pour un article plus général, voir Élections locales britanniques de 2024.
Les élections municipales de 2024 à Londres ont lieu le 2 mai 2024.
Le maire travailliste sortant Sadiq Khan est réélu. Il est alors le premier maire de Londres à être élu pour un 3e mandat.

## Système électoral

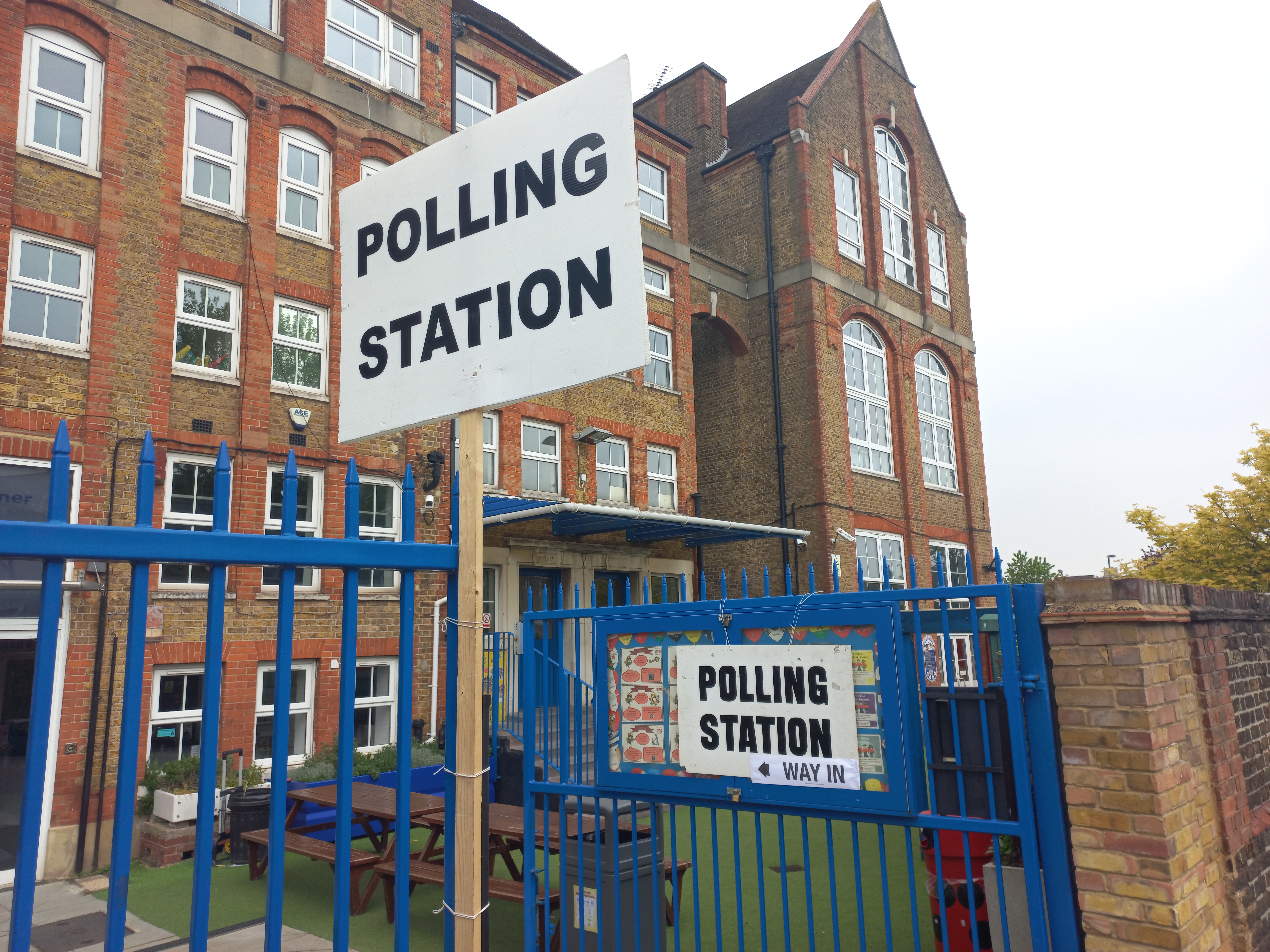
Bureau de vote pour les élections municipales de Londres 2024.

Le maire et l'Assemblée de Londres sont élus au suffrage universel direct.
Le maire de Londres est élu pour quatre ans au scrutin uninominal majoritaire à un tour depuis une réforme électorale de 2022 ayant mis fin à l'utilisation du vote à second tour instantané.
Tous les électeurs inscrits — y compris les citoyens britanniques, du Commonwealth, irlandais et certains citoyens de l'Union européenne — vivant à Londres et âgés de 18 ans ou plus ont le droit de vote pour les élections municipales,.

## Résultats

### Maire
| Candidats                | Candidats                | Partis                   | Voix      | %     |
| ------------------------ | ------------------------ | ------------------------ | --------- | ----- |
|                          | Sadiq Khan               | Travailliste             | 1 088 225 | 43,8  |
|                          | Susan Hall               | Conservateur             | 812 397   | 32,7  |
|                          | Rob Blackie              | Libéraux-démocrates      | 145 184   | 5,8   |
|                          | Zoë Garbett              | Vert                     | 145 114   | 5,8   |
|                          | Howard Cox               | Reform UK                | 78 865    | 3,1   |
|                          | Natalie Campbell         | Indépendant              | 47 815    | 1,9   |
|                          | Amy Gallagher            | SDP                      | 34 449    | 1,4   |
|                          | Femy Amin                | AWP                      | 29 280    | 1,2   |
|                          | Andreas Michli           | Indépendant              | 26 121    | 1,1   |
|                          | Tarun Ghulati            | Indépendant              | 24 702    | 1,0   |
|                          | Count Binface            | Count Binface            | 24 260    | 1,0   |
|                          | Nick Scanlon             | Britain First            | 20 519    | 0,8   |
|                          | Brian Rose               | London Real              | 7 501     | 0,3   |
|                          |                          |                          |           |       |
| Votes valides            | Votes valides            | Votes valides            | 2 484 432 | 99,55 |
| Votes blancs et nuls     | Votes blancs et nuls     | Votes blancs et nuls     | 11 127    | 0,45  |
| Total                    | Total                    | Total                    | 2 495 559 | 100   |
| Abstention               | Abstention               | Abstention               | 3 666 869 | 59,50 |
| Inscrits / participation | Inscrits / participation | Inscrits / participation | 6 162 428 | 40,50 |